# Márton Pálffi
Márton Pálffi (* 11. November 1873 in Várfalva, Königreich Ungarn; † 11. August 1936 in Klausenburg, Siebenbürgen) war ein ungarisch-siebenbürgischer Übersetzer, Hochschullehrer und Schriftsteller. Bekannt wurde Pálffi unter anderem als Initiator und Herausgeber des Unitarischen Gesangbuches von 1924.

## Leben und Wirken
Pálffis Vater, Benedek Pálffi, war Bauer. Nach Abschluss seiner schulischen Ausbildung in Torda und Klausenburg, die er 1892 mit ausgezeichneten Ergebnissen abschloss, besuchte Pálffi zunächst das unitarische Kollegium in Klausenburg und studierte im Anschluss an der örtlichen Universität. Von 1897 bis zu seiner Pensionierung wirkte er schließlich als Hochschullehrer für Ungarisch, Deutsch und Latein am Kollegium – mit einer dreijährigen Unterbrechung während des Ersten Weltkrieges. Ab 1900 verwaltete er auch die Bibliothek des Kollegiums. Insbesondere ab 1918 trat er als Übersetzer hervor und übersetze aus dem Lateinischen, Englischen, Finnischen, Französischen, Rumänischen und Schwedischen in Ungarische. Unter anderem übersetzte er 1906 und 1928 zwei Bücher des finnischen Autors Max Otker-Blom. Er war stark an der finnischen Sprache interessiert, die – wie Ungarisch – zur finno-ugrischen Sprachfamilie gehört. Zwischen 1925 und 1928 war er Herausgeber der unitarischen Zeitschrift Unitárius Közlöny. Zudem veröffentlichte er zahlreiche Artikel und Kolumnen. Auf seine Initiative hin und unter seiner Führung wurde 1924 schließlich ein neues unitarisches Gesangbuch publiziert, das in neueren Auflagen bis heute in den unitarischen Gemeinden Ungarns und Siebenbürgens Verwendung findet.
Sein Grab befindet sich auf dem Klausenburger Friedhof Hajongard.